# Chernobyl Diaries - La mutazione
Chernobyl Diaries - La mutazione (Chernobyl Diaries) è un film del 2012 diretto da Bradley Parker.

## Trama
Tre ragazzi americani, Chris, la sua fidanzata Natalie ed un'amica dei due, Amanda, decidono di partire da Los Angeles per un viaggio in Europa. I tre arrivano a Kiev, in Ucraina, dove si è stabilito Paul, fratello maggiore di Chris. Il loro intento è pernottare da lui per poi ripartire il giorno seguente per Mosca, ultima tappa del loro viaggio, dove Chris ha in programma di chiedere a Natalie di sposarlo.
Il mattino successivo, invece, Paul convince gli altri a fare un'escursione "estrema" a Pryp"jat', città fantasma divenuta famosa in seguito all'esplosione della centrale nucleare di Černobyl' del 1986. A loro si aggiungono anche Yuri, una guida turistica ucraina, e Michael e Zoe, una coppia di turisti. Arrivati a destinazione, vengono inizialmente bloccati ad un checkpoint da un gruppo di guardie, ma riescono comunque ad entrare in città per una strada secondaria. Nel tardo pomeriggio, il gruppo ritorna al pulmino per fare rientro a Kiev, ma il mezzo non si mette in moto. Dopo aver dato una controllata al motore, si accorgono che i cavi dell'alimentazione sono stati danneggiati: rinchiusi dentro il pulmino, i giovani passano la notte lì dentro. Yuri, armato di pistola, e Chris, dopo aver sentito degli strani rumori si allontanano per controllare, ma poco dopo si sentono degli spari. Chris ritorna, ferito, al pulmino, e spiega che lui e Yuri sono stati attaccati da esseri sconosciuti.
La mattina successiva Paul, Michael e Amanda decidono di andare a cercare Yuri e capire cosa sia successo, lasciando Natalie e Zoe a badare a Chris, aggravatosi nel frattempo a causa delle ferite riportate. Poco lontano dal luogo in cui la sera prima avevano udito i colpi di arma da fuoco, trovano il walkie-talkie di Yuri e delle tracce di sangue. Seguendole, entrano in un edificio dove trovano il cadavere di Yuri, per metà divorato. Spaventati, i tre riescono a fuggire, non prima di avere scorto una figura umanoide cibarsi dei resti dell'uomo.
Tornati al pulmino, raccontano a Chris, Natalie e Zoe la loro esperienza. Impauriti, soprattutto dai gruppi di cani randagi che più volte cercano di attaccarli, Michael, Amanda e Zoe decidono nuovamente di uscire per andare a cercare dei cavi di alimentazione per rimettere in moto il pulmino. Dopo essersi spinti oltre la zona visitata con Yuri il giorno prima arrivano in un parcheggio dove sostano, abbandonate, decine di auto. Trovati presto in una di loro un gruppo di cavi ancora in buono stato tornano dove si erano fermati con il mezzo, ma al loro arrivo non lo trovano più. Lo scorgono poco distante, ribaltato, mentre dei loro amici non vi è più traccia. Precipitatisi dentro la carcassa del mezzo, trovano la fotocamera di Amanda, che sta ancora registrando. Nel video si vede Natalie che filma Chris mentre questi le dà l'anello che avrebbe voluto consegnarle a Mosca: i due vengono poi attaccati e trascinati via da indistinte figure.
Presa coscienza di non essere soli, i ragazzi si mettono alla ricerca dei due amici, venendo però continuamente attaccati da gruppi o da solitari mutanti. Più tardi, ritrovata Natalie in stato di shock, il gruppo viene spinto dai mutanti che gli danno la caccia sempre più nei pressi della centrale nucleare. Dopo che Michael, Zoe e Natalie vengono uccisi dagli umanoidi, Paul e Amanda entrano all'interno dello stabile, dove gli alti livelli di radiazioni ben presto bruciano la loro pelle e causano la cecità a Paul.
Riusciti comunque a ritornare in strada, trovano un checkpoint presieduto da alcune guardie in tuta anti-radiazioni. I militari sparano in pieno petto a Paul, uccidendolo. Prelevata invece Amanda, i soldati la mettono subito al corrente che ciò che ha visto non sono altro che pazienti di un laboratorio segreto scappati e perciò lasciati vivere allo stato brado a Pryp"jat'. Con la scusa di curare la ragazza, un gruppo di finti medici la porta nel laboratorio segreto dal quale i mutanti erano scappati, intrappolandola alla fine in una stanza dove sono rinchiusi gli umanoidi superstiti, che la uccidono.

## Riprese
Le riprese sono state effettuate in Serbia per le riprese "sotterranee" e in Ungheria presso un ex aeroporto di uso sovietico (Szökőkút maradványa) nei pressi della cittadina di Kiskunlacháza, dove la città di Pryp"jat' è stata fedelmente ricostruita.

## Data di uscita
Il film è uscito nei seguenti paesi:
- Russia e Stati Uniti d'America: 24 maggio 2012
- Canada, Estonia e Lituania: 25 maggio 2012
- Svezia: 8 giugno 2012
- Islanda: 13 giugno 2012
- Paesi Bassi e Portogallo: 14 giugno 2012
- Italia: 20 giugno 2012
- Germania e Ungheria: 21 giugno 2012
- Irlanda, Polonia e Regno Unito: 22 giugno 2012
- Belgio e Francia: 11 luglio 2012
- Danimarca, Nicaragua e Singapore: 12 luglio 2012
- Brasile, Colombia, El Salvador, Guatemala, Honduras, Messico, Norvegia e Panama: 13 luglio 2012
- Argentina e Cile: 19 luglio 2012
- Finlandia: 27 luglio 2012
- Bolivia: 2 agosto 2012
- Spagna: 2 settembre 2012